# Benkeháza
Benkeháza egykori falu Vas vármegyében. 1863-tól Pusztacsó része. Gépkocsival legkönnyebben Kőszegpaty vagy Gyöngyösfalu irányából közelíthető meg.
A 16.-17. században a Batthyányaké volt, de 1733-ban már Magyaróssy Ferenc volt a falu ura. A község fő birtokosa a 19. században a Noszlopy család volt. Vályi András így ír a faluról: "Benkeháza Elegyes falu Vas Vármegyében, birtokosa Noszlopi Uraság, lakosai katolikusok, fekszik a’ Sárvári járásban. Határja, ’s vagyonnyai is középszerűek."
Benkeházának már régóta nincs állandó lakója. A régi településközpont helyén ma egy mezőgazdasági major (sertéstelep) található. Az egykori községre csupán a Söpte felé vezető út melletti kis temető emlékeztet. Itt található a Noszlopy család kriptája is.

## Híres emberek
- Itt volt erdész Takács Miklós (1906-1967) szociáldemokrata politikus, erdészeti szakíró.